# ウェスト・フィンチリー駅
ウェスト・フィンチリー駅（ウェスト・フィンチリーえき、英語：West Finchley tube station）ロンドン北部バーネット・ロンドン特別区、フィンチリーにあるロンドン地下鉄の駅である。当駅はノーザン線ハイ・バーネット支線、フィンチリー・セントラル駅とウッドサイド・パーク駅の間にあり、トラベルカード・ゾーン4に含まれる。

## 歴史

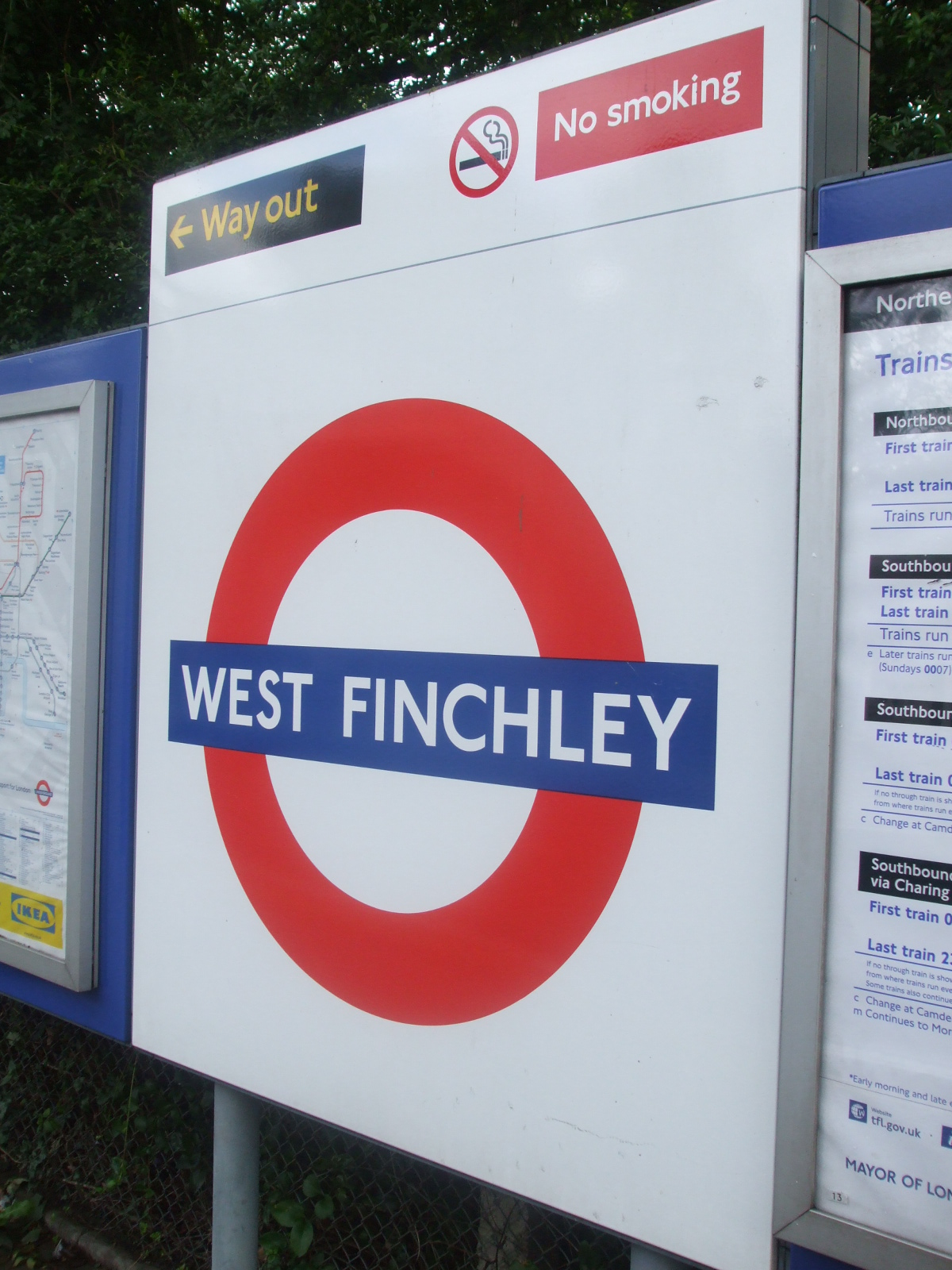
駅名標

当駅は1933年3月1日、ロンドン・アンド・ノース・イースタン鉄道のエッジウェアとハイ・バーネットを結ぶ路線の途中駅として、駅周辺の宅地開発に併せて開業した。乗降客がそれほど多くないと予想されたことから、駅施設は最低限のものとされた。ロンドン・アンド・ノース・イースタン鉄道の路線のうち、イースト・フィンチリー駅から北の区間は1930年代後半に始まった「ノーザン・ハイト」と呼ばれる開発計画の一環としてロンドン地下鉄の路線網に組み入れられ、1940年4月14日からノーザン線の列車の乗り入れが始まった。しばらくはロンドン・アンド・ノース・イースタン鉄道とロンドン地下鉄両方の列車が運転されていたが、1941年3月2日でロンドン・アンド・ノース・イースタン鉄道の旅客営業は廃止されている。

## 駅周辺
当駅には2つの出入口があり、駅舎を備える北行ホーム側に設置された出入口はネザーストリートに面している。駅前の歩道両側には前庭があるが、フェンスに囲われていて乗客が立ち入ることはできない。北行ホームには階段なしでアクセスすることが出来るが、南行ホームには跨線橋を経由する必要がある。南行ホームにはラッシュ時のみ利用可能な改札口がある。ロンドン同時爆破事件の後しばらく保安上の理由から南行ホームの改札口は閉鎖されていた。
駅周辺は主に住宅地で商店や学校、幼稚園などもある。当駅周辺の住宅地は比較的裕福な層が居住していることから乗用車の利用が多く、ラッシュ時以外の利用客はそれほど多くない。

## 出札口閉鎖
2007年6月、ロンドン交通局は2008年3月以降、当駅を含む利用の少ない40駅の出札口を廃止して自動券売機のみとすることを発表した。

## 列車運行とバス路線
時間帯によって運転頻度は異なるが、午前6時台から午前0時台前半までおおむね3から7分間隔で列車が運転されている。
ロンドンバス82、125、221、326、460、深夜バスN13、N20が当駅を経由する。